# Hrabstwo Northumberland (Ontario)
Hrabstwo Northumberland (ang. Northumberland County) – jednostka administracyjna kanadyjskiej prowincji Ontario leżąca w południowym Ontario.
Hrabstwo tworzą następujące ośrodki komunalne:
- Alnwick-Haldimand
- Brighton
- Cobourg
- Cramahe
- Hamilton
- Port Hope
- Trent Hills